# Ferdinand Karl von Zandt
Ferdinand Karl Freiherr von Zandt (* 15. September 1783 in Düsseldorf; † 26. September 1826 ebenda) war ein königlich westphälischer General, preußischer Generalmajor sowie Inspektionsoffizier des bayerischen Militär-Gestütwesens.

## Leben

### Herkunft
Seine Eltern waren Joseph Nepomuk von Zandt (1746–1830) und dessen Ehefrau Charlotte, geborene von Katterbach († 1763).

### Leben
Zandt ging am 4. Februar 1803 in bayerische Dienste, kam als Standartenjunker in das Regiment „Kurfürst“ und wurde am 5. September 1803 Unterleutnant. Im Vierten Koalitionskrieg kämpfte er mit den Franzosen gegen die Preußen bei der Belagerung von Schweidnitz. Dort wurde Zandt bei einem Vorpostengefecht am 16. November 1806 durch fünf Säbelhiebe verwundet. Ferner kämpfte er bei der Einnahme von Wartha sowie den Gefechten bei Königswalde, Kanth und Fürstenstein. Dafür wurde er am 5. März 1807 zu Ritter der Ehrenlegion ernannt. Für tapferes Verhalten vor Glatz erhielt Zandt zudem am 26. September 1807 das Ritterkreuz des Militär-Max-Joseph-Ordens. Im April 1807 wurde er in das Hauptquartier des Prinzen Jérôme kommandiert.
Nach dem Frieden von Tilsit wurde dieser König von Westphalen und zog Zandt in seine Dienste. Dort avancierte er 1812 zum Oberst und nahm am Russlandfeldzug 1812 teil. Im Jahr 1814 wurde er zum Generalbrigadier des westfälischen Truppen ernannt. Nach dem Zusammenbruch wandte Zandt sich im April 1814 an den preußischen König Friedrich Wilhelm III. erhielt aber keine Anstellung.
Am 26. Juni 1815 wechselte er als Generalmajor in preußische Dienste und wurde dem Generalmajor Leopold Wilhelm von Dobschütz zugewiesen. Eine richtige Aufgabe hatte er aber nicht. Bereits am 17. September 1816 erhielt er seinen Abschied, nachdem er bereits am 3. Juni 1816 beim bayerischen Militär-Gestütwesen als Inspektionsoffizier angestellt wurde. Am 20. Juni 1817 erhielt er wieder seine Entlassung aus bayerischen Diensten. Er starb am 26. September 1826 in Düsseldorf.

### Familie
Zandt heiratete am 17. April 1822 Luise Linden (1793–1882), eine Tochter des Staatsrates Linden. Aus der Ehe ging der Sohn Peter Josef Walter (1823–1913) hervor, der preußischer Kammerherr und Major a. D. im Husaren-Regiment „Kaiser Nikolaus II. von Russland“ (1. Westfälisches) Nr. 8 wurde. Er war zudem Besitzer des Mahrhofs und heiratete Franziska von Pelden genannt von Cloudt.